# Adolphe VI de Holstein-Schaumbourg
Adolphe VI de Holstein-Schaumbourg ou de Schauenbourg (né  1256 – † 13 mai 1315) fut comte de Holstein-Pinneberg et de Schaumbourg de 1290 jusqu'à sa mort.

## Biographie
Adolphe est le 3e fils de Gérard Ier et de son épouse Elisabeth de Mecklembourg 
Quand Gérard Ier meurt en  1290, ses fils divisent leur héritage. Adolphe VI reçoit Pinneberg et l'ancestral
comté de Schaumbourg.  Adolphe est donc le fondateur de la nouvelle lignée de Schauenbourg ou Schaumbourg qui perdure jusqu'en 1640 pendant que ses frères Gérard II et Henri Ier fondent respectivement les lignée de Holstein-Plön et de Holstein-Rendsburg.
En 1298, il octroie une charte à la cité de Gehrden.  En 1302, il commence la construction du château de 
Bückeburg afin de défendre la principale route commerciale. Le château tire son nom 
d'un château de la région d'Obernkirchen; son nom est mentionné pour la première fois dans un document de 
1304.

## Sceau
Sur son sceau représenté ci-contre on peut lire: S(IGILLUM)*ADOLPHI*COMITIS*SCHOWE(N)BORCH: « Sceau d'Adolphe, Comte de Schauenburg ».

## Union et postérité
Adolphe VI épouse vers 1297 Hélène de Saxe-Lauenbourg († après 1322) , fille du duc Jean Ier de Saxe-Lauenbourg dont :
- Adolphe VII de Holstein-Schaumbourg ;
- Gérard († 1352/1353) évêque de Minden ;
- Ermengarde († 1326) épouse le comte Otto II de Hoya ;
- Elisabeth ;
- Eric († 21 octobre 1350), nommé en 1331 évêque du diocèse de Hildesheim par le pape Jean XII.
- Hélène († 1341) épouse vers 1315/1320 Henri IX de Schwarzbourg († vers 1358) ;
- Luitgarde nonne ;
- Mathilde († vers 1340) épouse Conrad de Diepholz († 1379).

## Sources
- Anthony Marinus Hendrik Johan Stokvis, Manuel d'histoire, de généalogie et de chronologie de tous les états du globe, depuis les temps les plus reculés jusqu'à nos jours, préf. H. F. Wijnman, éditions Brill Leyde 1890-1893, réédition 1966, Volume III, Chapitre VIII. « Généalogie des comtes et ducs de Holstein, I ». Tableau généalogique no 45 p. 119.
- (de) Carsten Porskrog Rasmussen, Elke Imberger, Dieter Lohmeier, Ingwer Momsen (Hrsg.): Die Fürsten des Landes. Herzöge und Grafen von Schleswig, Holstein und Lauenburg. Wachholtz, Neumünster 2008,  (ISBN 978-3-529-02606-5).